# Asan Mugunghwa FC
Asan Mugunghwa FC war ein Fußballfranchise aus Asan, Chungcheongnam-do, Südkorea. Das Franchise spielte in der K League 2, der zweithöchsten Spielklasse Südkoreas. Während des Militärdienstes spielten südkoreanische Fußballspieler dort.
Der Verein wurde nach der Auflösung von Ansan Mugunghwa FC zum Saisonstart 2017 gegründet und diente fortan als Nachfolgeverein für Fußballspieler, die den Militärdienst absolvieren mussten.

## Geschichte

### Gründung
Nachdem die Stadt Ansan bekannt gab, einen Städtischen Verein zu gründen und in die Saison 2017 mit Ansan Greeners FC gehen zu wollen, wurde der Kooperationsvertrag zwischen der Armee und der Stadt Ansan nicht mehr verlängert. Der Verein Ansan Mugunghwa FC wurde aufgelöst. Nach der Saison suchte das Militär einen neuen Standort für einen Militärverein und fand in Asan einen neuen Standort. Das Militär und die Stadt Asan unterschrieben kurz darauf einen Kooperationsvertrag worin der neue Verein Asan Mugunghwa FC in der 2. Liga mitantreten soll. Als erster Trainer des Vereins wurde Song Seon-ho verpflichtet.

### Song Seon-ho-Ära (2017)
Unter Song Seon-ho konnte der Verein nicht wie erhofft, den direkten Aufstieg erreichen. Meist war Asan 4.- oder 5. Platzierter und konnte in den Aufstiegskampf nie eingreifen. Asan konnte sich nur knapp gegen Seongnam FC und Bucheon FC 1995 im Kampf um die Play-off-Plätze durchsetzen. In der 1. Runde der Play-off-Spiele traten sie im Halbfinale zuhause in Asan gegen Seongnam FC an und gewannen dieses Match mit 1:0 dank eines Tores in der 65. Spielminute von Jeong Seong-min. Im Finale der Play-off-Spiele trafen sie auf Busan IPark. Dieses Spiel verlor allerdings Asan mit 0:3 in Busan. Somit konnte Asan auch nicht über die Play-off-/Relegationsspiele aufsteigen und verpassten damit ihr Saisonziel. Im Korean FA Cup konnte der Verein einige Erfolge feiern. In ihrer ersten Runde traf man auf Hanyang University, welches man mit 3:0 gewann. In der darauffolgenden Runde traf man zuhause auf Ajou University, welches man knapp mit 2:1 gewinnen konnte. Im Achtelfinale verlor man gegen Gwangju FC mit 0:3. Mit den Einzug ins Achtelfinale sorgte der Verein für viel Aufmerksamkeit. Trotz des Pokalerfolges wurde Song Seon-ho entlassen. Als Nachfolger wurde Park Dong-hyeok vorgestellt.

### Park Dong-hyeok-Ära (2018–2019)
Unter Park Dong-hyeok spielte der Verein eine sehr starke Saison in der Liga. Der Verein wurde mit Sieben Punkten Vorsprung Ligameister und war deshalb Aufstiegsberechtigt. Das Militär Südkoreas überraschte allerdings den Verein und den Verband mit einer Entscheidung, kurz vor Saisonende. Das Militär gab an, keine weiteren Spieler mehr nach Asan zum Militärdienst schicken zu wollen. Der K-League-Verband entschied daraufhin, dass der Verein nicht aufsteigen darf, weshalb das Aufstiegsrecht daher an Seongnam FC ging. Während der Saisonpause gab die Stadt Asan bekannt, dass der Verein 2019 mit noch Wehrpflichtigen Spielern im Kader antreten wird, selbst aber Spieler eigenständig verpflichten wird. Zur Spielzeit 2019 gab die K League ihr Einverständnis, für den Städtisch-Militärischen Verein, allerdings bekam der Verein eine Drei-Jahres-Aufstiegssperre wegen Verbands-Regularienbruch. Die Spielzeit 2018 wurde auch durch die erfolgreiche Pokalsaison gekrönt. Der Verein trat in ihrer ersten Runde auf den Sechstligisten Yeoju Sejong FC, welchen sie souverän mit 7:0 schlagen konnten. In der darauffolgenden Runde, traten sie gegen Ansan Greeners FC, welchen man in der Verlängerung mit 1:0 bezwingen konnte. Im Achtelfinale trafen sie anschließend auf Jeonbuk Hyundai Motors, welchen man überraschend mit 2:1 ebenfalls schlagen konnte. Im Viertelfinale mussten sie anschließend gegen die Jeonnam Dragons antreten. Das Spiel endete regulär mit 1:1. Das anschließende Elfmeterschießen ging mit 2:4 verloren.
Zur Spielzeit 2019 wurden viele neue Spieler verpflichtet. Der Verein konnte trotz neuer Spieler, nicht an die Vorsaison mehr anknüpfen. Der Verein stand bis zum 23. Spieltag auf einem Play-off-Platz, konnten diesen aber danach nicht mehr verteidigen bzw. zurückerobern. Am Ende beendete man die Spielzeit auf einen enttäuschenden 7. Platz. Auch die Pokalspielzeit verlief sehr enttäuschend. Der Verein verlor überraschend im Elfmeterschießen mit 4:5 gegen den Fünftligisten Yangpyeong FC und schied somit sehr früh aus. Die Stadt Asan gab kurz nach Saisonende bekannt, dass der Städtisch-Militärische Verein aufgelöst und durch einen neuen Städtischen-Provinzverein ersetzt wird. Die K League gab diesen Vorhaben Anfang Dezember 2019 statt, weshalb ab der Spielzeit 2020 der neue Verein Chungnam Asan FC den Ligaplatz von Asan Mugunghwa FC übernimmt.

## Historie-Übersicht
| Saison | Liga               | Kl. | Vereine | Spiele | Pl. | S  | U | N  | Tore  | Pkt. | KFA Cup       | K-League-Play-off  | Trainer         |
| 2017   | K League Challenge | 2   | 10      | 36     | 3.  | 15 | 9 | 12 | 44:37 | 54   | Achtelfinale  | Play-off-Finale    | Song Seon-ho    |
| 2018   | K League 2         | 2   | 10      | 36     | 1.  | 21 | 9 | 6  | 53:28 | 72   | Viertelfinale | Nicht Qualifiziert | Park Dong-hyeok |
| 2019   | K League 2         | 2   | 10      | 36     | 7.  | 12 | 8 | 16 | 42:56 | 44   | 3. Hauptrunde | Nicht Qualifiziert | Park Dong-hyeok |

## Stadion
| Stadion | Name                     | Eigentümer                | Eröffnung | Nutzungszeitraum | Nutzungszeitraum |
| Stadion | Name                     | Eigentümer                | Eröffnung | Von              | Bis              |
| ------- | ------------------------ | ------------------------- | --------- | ---------------- | ---------------- |
|         | Yi-Sun-shin-Sportstadion | Informationen zum Stadion | 2008      | 2017             | Bis jetzt        |

## Rivalität
Die Fans von Asan Mugunghwa FC waren mit den Fans von Sangju Sangmu FC (Armee-Derby) aufgrund ihrer beiden Militärvereine rivalisiert gewesen. Freundschaften pflegten die Fans zu keinem anderen Verein.